# Brawn GP
Brawn Grand Prix Ltd. byl tým Formule 1 (F1), který vznikl 6. března 2009. Ross Brawn, bývalý týmový šéf týmu Honda F1, odkoupil 100% podíl závodního oddělení společnosti Honda. Dne 17. března 2009 FIA oficiálně potvrdila změnu jména z Honda Racing F1 Team na Brawn GP. Jakkoliv může být tým vnímán jako pokračování týmu Honda, Brawn GP je brán organizací FIA jako nový tým. FIA se zřekla vůči týmu Brawn i standardních vstupních poplatků, díky okolnostem při vzniku týmu. Nový tým měl závodní premiéru v sezóně 2009 při zahajovací Grand Prix Austrálie dne 28. března 2009, kde získal hned první a druhé místo na startu při kvalifikaci na nedělní závod.
16. listopadu 2009 Daimler AG (vlastník značky Mercedes-Benz) ve spolupráci s firmou Aabar Investments koupil podíl ve výši 75,1 % v týmu Brawn GP, tým byl přejmenován na Mercedes Grand Prix.

## Sezona 2009

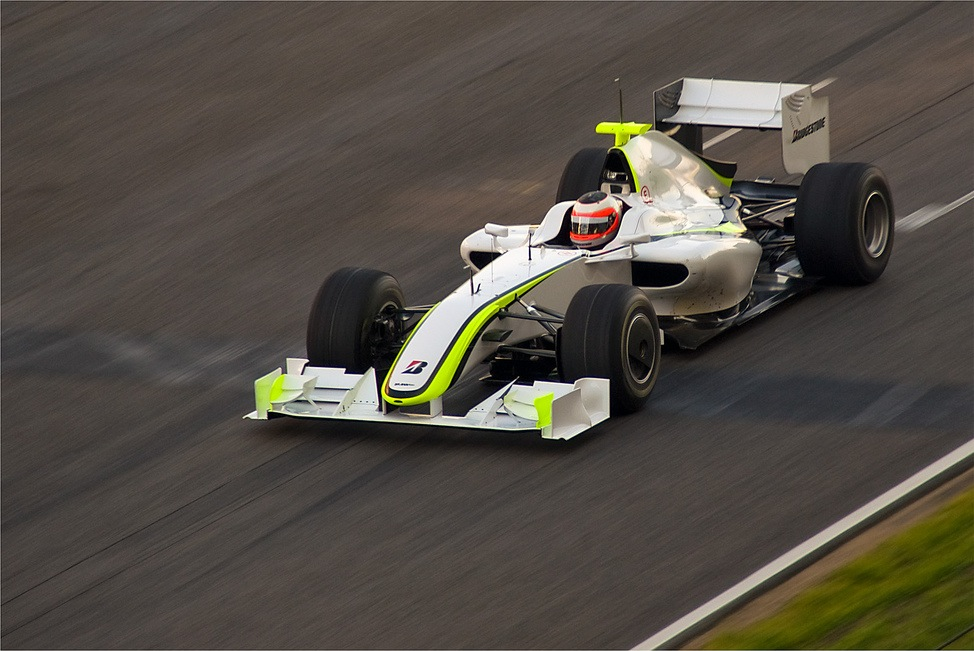
Brawn GP při testování na okruhu v Barceloně

Brawn GP používal motory Mercedes-Benz. Závodními piloty zůstali i po transformaci z týmu Honda Jenson Button a Rubens Barrichello, testovacím pilotem byl nadále Alex Wurz.

### Začátek sezony
Při prvních pátečních trénincích na první Grand Prix sezony se oba vozy umístily vždy v první pětici. V kvalifikaci Jenson Button získal pole position a jeho kolega Barrichello byl hned za ním druhý. V závodě bílozelené vozy dominovaly stylem start–cíl a dojely si pro vítězství na pozicích 1–2 už ve svém debutovém závodě, což se naposledy povedlo Mercedesu při GP Francie roku 1954. Rychlost Brawnu spočívala v inovaci stavby diffusoru, který byl na hranici pravidel upraven tak, že přinášel vyšší přítlačný efekt. Později v sezoně FIA ustanovila, že tento „dvojitý diffusor“ je legální. Brawn tedy měl volnou cestu, stejně jako Toyota a Williams, týmy, které také nasadily dvojité diffusory. Jenson Button poté pokračoval ve vítězném tažení v GP Malajsie, zatímco Barrichellovi se dařilo méně.

### Vítězná série
Po GP Malajsie sice v Číně zvítězily na mokré trati redbully v pořadí Vettel - Webber a získaly double, od GP Bahrajnu ale přišla vítězná série Jensona Buttona trvající po čtyři podniky – úspěch Brawnu podtrhl Rubens Barrichello druhými místy ve Španělsku a Monaku, což pro Brawn znamenalo druhý a třetí double v sezoně. Až ve Velké ceně Velké Británie Button dokončil na 6. místě – to byl první závod, kdy se jeho kolega Barrichello umístil lépe než on. V tu chvíli měl Button náskok 26 bodů na druhého v pořadí, kolegu Barrichella. Pohár Konstruktérů Brawn ovládal s 96 body, druhý Red Bull měl 56,5 bodu.

### Pokles Buttonových výsledků
V druhé polovině sezony ale lídr Button ztratil na vedení, neboť udělal několik chyb a vozy stáje Red Bull Racing se zlepšily. Za posledních 10 závodů sezony získal 34 bodů oproti jednašedesáti po prvních 7 závodech. Získal pouze druhé místo v Itálii a třetí pozici v Grand Prix Abú Dhabí. Rubensi Barrichellovi se naopak začalo dařit lépe – vyhrál v Evropě a Itálii a čtyři závody před koncem sezony se stále držel na druhém místě celkově.

### Konec sezony
Ve Velkých cenách Singapuru, Japonska a Brazílie Brawn ztratil ze svého náskoku na dotírající Red Bull. Zatímco nejlepším výsledkem Brawnu bylo třetí místo Buttona v posledním závodě, Vettel odpovídal dvěma prvními místy v GP Japonska a SAE a dvěma čtvrtými místy v Singapuru a Brazílii. Webber přidal výhru na Interlagosu a druhé místo v Abú Dhabí. Celkově sice Brawn a Button uhájili Pohár konstruktérů, respektive titul mistra světa, ale jejich klesající výkonnost potvrdil pád dvojky Barrichella až na třetí místo v celkovém pořadí.

### Konec týmu
Po úspěšné úvodní sezoně byl tým připravený pokračovat v obhajobě, nakonec byl ale transformován na tovární tým Mercedesu, který se do královny motorsportu vrátil po více než 50 letech. Tým Brawn GP tak jel pouze v jedné sezoně, ve které se jeho pilot Button stal mistrem světa, dvojka Barrichello skončila třetí a tým zvítězil i mezi konstruktéry. To z Brawnu dělá paradoxně nejúspěšnější tým v F1 podle procentuální úspěšnosti – ve své jediné sezoně dokázal získat jak Pohár jezdců (Button), tak i Pohár konstruktérů. S nastupujícím Mercedesem byla provedena kompletní změna sestavy jezdců. Button přestoupil k McLarenu, zatímco Barrichello zamířil do stáje týmu Williams.

## Sponzoři
Dne 26. března 2009 oznámila stáj partnerství s výrobcem oděvů značky Henri Lloyd z Velké Británie. Společnost dodávala stáji oblečení a obuv a její značka je umístěna na monopostu BGP 001.
Dne 28. března 2009 oznámil Sir Richard Branson sponzorský vstup značky Virgin do týmu. Dne 17. dubna ohlásil Brawn GP sponzorskou dohodu se společností MIG Investments.
Dne 19. dubna bylo potvrzeno, že výrobce slunečních brýlí a obroučků Ray-Ban bude sponzorovat tým – logo bylo umístěno na přilbách jezdců.
Při GP Bahrajnu 2009 sponzor Virgin změnil své logo z Virgin na logo Virgin Galactic.
Při VC Singapuru 2009 se objevilo logo Canon na vozech Brawnů.

## Kompletní výsledky ve Formuli 1
| Legenda k tabulce | Legenda k tabulce                                                                       |
| Barva             | Výsledek                                                                                |
| ----------------- | --------------------------------------------------------------------------------------- |
| Zlatá             | Vítěz                                                                                   |
| Stříbrná          | 2. místo                                                                                |
| Bronzová          | 3. místo                                                                                |
| Zelená            | Bodované umístění                                                                       |
| Modrá             | Nebodované umístění                                                                     |
| Modrá             | Dokončil neklasifikován (NC)                                                            |
| Fialová           | Odstoupil (Ret)                                                                         |
| Červená           | Nekvalifikoval se (DNQ)                                                                 |
| Červená           | Nepředkvalifikoval se (DNPQ)                                                            |
| Černá             | Diskvalifikován (DSQ)                                                                   |
| Bílá              | Nestartoval (DNS)                                                                       |
| Bílá              | Závod zrušen (C)                                                                        |
| Světle modrá      | Pouze trénoval (PO)                                                                     |
| Světle modrá      | Páteční testovací jezdec (TD)                                                           |
| Bez barvy         | Netrénoval (DNP)                                                                        |
| Bez barvy         | Vyřazen (EX)                                                                            |
| Bez barvy         | Nepřijel (DNA)                                                                          |
| Bez barvy         | Odvolal účast (WD)                                                                      |
| Bez barvy         | Nezúčastnil se (prázdné)                                                                |
| Označení          | Význam                                                                                  |
| Tučnost           | Pole position                                                                           |
| Kurzíva           | Nejrychlejší kolo                                                                       |
| †                 | Jezdec nedojel do cíle, ale byl klasifikován, protože odjel více než 90 % délky závodu. |
| ‡                 | Byl udělován poloviční počet bodů, protože bylo odjeto méně než 75 % délky závodu.      |
| Horní index       | Umístění bodujících jezdců ve sprintu                                                   |

| Rok  | Šasi    | Motor                   | Pneu | Jezdci             | 1   | 2   | 3   | 4   | 5   | 6   | 7   | 8   | 9   | 10  | 11  | 12  | 13  | 14  | 15  | 16  | 17  | Body | Umístění |
| ---- | ------- | ----------------------- | ---- | ------------------ | --- | --- | --- | --- | --- | --- | --- | --- | --- | --- | --- | --- | --- | --- | --- | --- | --- | ---- | -------- |
| 2009 | BGP 001 | Mercedes FO 108W 2.4 V8 | B    |                    | AUS | MAL | CHN | BHR | ESP | MON | TUR | GBR | GER | HUN | EUR | BEL | ITA | SIN | JPN | BRA | ABU | 172  | 1. místo |
| 2009 | BGP 001 | Mercedes FO 108W 2.4 V8 | B    | Jenson Button      | 1   | 1‡  | 3   | 1   | 1   | 1   | 1   | 6   | 5   | 7   | 7   | Ret | 2   | 5   | 8   | 5   | 3   | 172  | 1. místo |
| 2009 | BGP 001 | Mercedes FO 108W 2.4 V8 | B    | Rubens Barrichello | 2   | 5‡  | 4   | 5   | 2   | 2   | Ret | 3   | 6   | 10  | 1   | 7   | 1   | 6   | 7   | 8   | 4   | 172  | 1. místo |